# Cloreto de alcurônio
Cloreto de alcurônio é um fármaco utilizado como relaxante muscular em cirurgias.

## Propriedades
É um agente sintético derivado da toxiferina de ação curarizante. Seu mecanismo de ação envolve a competição da acetilcolina, com seus receptores, na placa neuromuscular.